# Nederlandse Vereniging voor Personeelsmanagement & Organisatieontwikkeling
De Nederlandse Vereniging voor Personeelsmanagement & Organisatieontwikkeling is een beroepsvereniging voor medewerkers, zelfstandigen en freelancers in personeelsmanagement en organisatieontwikkeling. De NVP is aangesloten bij de European Association for Personnel Management (EAPM) en maakt zo deel uit van een internationaal netwerk van zusterverenigingen. De circa 5000 leden van de NVP hebben kennis en ervaring op de terreinen arbeidsmarkt, sociale zekerheid en pensioenen. Thema's waarover geadviseerd wordt zijn onder meer (maar niet uitsluitend) recruitment, arbeidsvoorwaarden, arbeidsrecht, functiewaardering, leiderschap, het Nieuwe Werken en vergrijzing. De NVP is ook de opsteller van de sollicitatiecode. Deze code is ontwikkeld onder andere in samenspraak met de Stichting van de Arbeid. 
Ook een  gedrag- en beroepscode is opgesteld door de NVP. Hieraan heeft een brede vertegenwoordiging uit het werkveld meegewerkt. De NVP biedt sinds 2014 ook een certificerings mogelijkheid aan voor professionals. 
De NVP werkt samen met de NVO2.
De NVP heeft een landelijk bestuur met Wim Kooijman van de KLM als bestuursvoorzitter. Het landelijk bureau bevindt zich in complex 'Residence', Weverstede 19a in Nieuwegein. 
Verder organiseert de NVP scholings- en informatieactiviteiten op het gebied van personeelmanagement- en ontwikkeling en geeft het ook het tijdschrift Personeelsbeleid uit.